# 小行星9062
小行星9062（9062 Ohnishi）是一颗围绕太阳公转的小行星。1992年11月27日，關勉在藝西天文台发现了此天体。
該小行星以日本化學工廠工程師、描述幾何講師大西道一命名。
这颗小行星的绝对星等为283.8878826976965等。